# Karbid und Sauerampfer
Karbid und Sauerampfer ist eine Filmkomödie der DEFA aus dem Jahr 1963 mit Erwin Geschonneck in der Hauptrolle. Die Regie führte Frank Beyer.

## Handlung
Nach dem Ende des Zweiten Weltkrieges liegt Dresden in Schutt und Asche, darunter auch die Zigarettenfabrik. Für den Wiederaufbau benötigt man Karbid zum Schweißen. Kalle, der vor Kriegsbeginn hier gearbeitet hatte, möchte, dass sein alter Arbeitsplatz wieder aufgebaut wird. Deshalb macht sich der Nichtraucher Kalle auf, um Karbid zu beschaffen.
In Wittenberge bekommt er insgesamt sieben Fässer Karbid, zu je einem Zentner – und muss diese nun ohne eigenes Transportmittel nach Dresden schaffen. Als erstes nimmt ihn die sympathische Karla mit ihrem Fuhrwerk mit. Am liebsten würde er länger bei ihr bleiben, doch die Pflicht treibt ihn weiter. Er verspricht, wiederzukehren. Sein einziges Zahlungsmittel sind Zigaretten. Dafür wird er von einem LKW-Fahrer mitgenommen.
Letztlich wird die Rückfahrt deutlich schwerer als gedacht. Kalle findet heraus, dass einige der Fässer statt des gewünschten Karbids nur Kalk enthalten. Später wird er verdächtigt ein Plünderer zu sein und muss sich mit einem geschäftstüchtigen amerikanischen Soldaten auseinandersetzen, dessen Boot und Uniform er sich „ausborgen“ kann. Einige Rotarmisten, die ihn aufhalten, trickst er aus, indem er ihnen die Fässer mit dem wertlosen Kalk abtritt. Außerdem muss er sich einer begehrlichen Witwe und zweier Diebe erwehren.
Trotz aller Widrigkeiten bringt er zwei Fässer bis nach Dresden. Nun kann ein Neuanfang beginnen. Nicht zuletzt, weil es für den Hallodri Kalle nötig ist, eine gute Grundlage zu schaffen; immerhin werden er und Karla bald Eltern.

## Hintergründe
Die Geschichte des Films basiert auf wahren Ereignissen. Autor Hans Oliva-Hagen schrieb an dem Stoff schon, während Gewissen in Aufruhr – ebenfalls mit Erwin Geschonneck in der Hauptrolle – gedreht wurde. Ursprünglich sollte ebenfalls Günter Reisch die Regie führen; da dieser jedoch nicht verfügbar war, wurde Frank Beyer der Regisseur des Films. Zunächst hatte er Probleme, Geschonneck als Hauptdarsteller durchzusetzen, da man bei der DEFA einen jüngeren Hauptdarsteller wollte.
Der echte Karbid-Kalle – Richard Hartmann – hatte mehr Erfolg als Karbid-Kalle im Film. Mit einem Kollegen brachte er alle seine neun Fässer ins Werk. Allerdings erlebte er unterwegs nicht ganz so aufregende Abenteuer und zeugte dabei auch kein Kind. Hartmann und Geschonneck lernten sich allerdings erst nach den Dreharbeiten kennen. Alternativ war als Titel auch Karbid-Kalle in der Überlegung.
Die Episode, in der Pilze in einem Minenfeld gesammelt werden, geht auf ein wahres Erlebnis von DEFA-Regisseur Kurt Maetzig zurück. Der Opernsänger Rudolf Asmus hat hier den einzigen Filmauftritt außerhalb von Walter Felsensteins Opernverfilmungen. Für Erwin Geschonneck war der Film der endgültige, wenn auch späte, Durchbruch zum großen DEFA-Star und Charakterkomiker.
Der Schwarzweißfilm der DEFA-Gruppe KAG „Roter Kreis“ hatte am 27. Dezember 1963 im Berliner Kino Kosmos Premiere.

## Kritiken
„Regisseur Beyer und Kameramann Günter Marczinkowsky entdecken so etwas wie den ‚optischen Witz‘, wenn sie meist vom ‚Detail‘ in die Totale gehen, wenn sie komische Situationen als Ganzes erfassen, den Schauspieler stets in Beziehung zur Umwelt zeigen, dabei aber ganz knapp bleiben, die Pointen oft durch den Schnitt oder die Klappblende setzen.“

„Hier wird Komik nicht als Surrogat aus der Traumfabrik geboten, sondern ist aus einer Realität gewonnen, die die meisten Zuschauer noch miterlebt haben, damals aber kaum zum Lachen fanden. Hinzu kommt als weiteres Plus ein komischer Held, mit dem Identifikation wiederum möglich ist: ein Arbeiter dessen scheinbar unerschütterlicher Gleichmut und schlauer Witz sich in allen Situationen bewähren und der in der Darstellung von Erwin Geschonneck […] echtes Lustspielformat erhält.“

„Erster Versuch der DEFA, Lebensumstände und Alltagsschwierigkeiten unmittelbar nach Kriegsende aus heiterer Perspektive darzustellen. Das Ergebnis ist eine der besten deutschen Filmkomödien, die, auf einem mit Pointen gespickten Drehbuch beruhend, mit einem souverän-überzeugenden Hauptdarsteller aufwarten kann. Dabei wird bei aller komischen Forciertheit nie die soziale Genauigkeit aus den Augen verloren; für damalige Verhältnisse erfrischend freche politische Untertöne runden die vergnügliche Handlung ab.“